# Things Never Said
Things Never Said è un film del 2013 diretto da Charles Murray.

## Distribuzione
La pellicola è stata distribuita nei cinema statunitensi in un numero limitato di copie a partire dal 6 settembre 2013.